# Ламли, Ричард, 2-й граф Скарборо
Ричард Ламли, 2-й граф Скарборо (англ. Richard Lumley, 2st Earl of Scarbrough; 30 ноября 1686 — 29 января 1740) — офицер британской армии и политик. Он носил титул учтивости — виконт Ламли с 1710 по 1721 год. Он покончил жизнь самоубийством, выстрелив себе в голову.

## Происхождение и образование

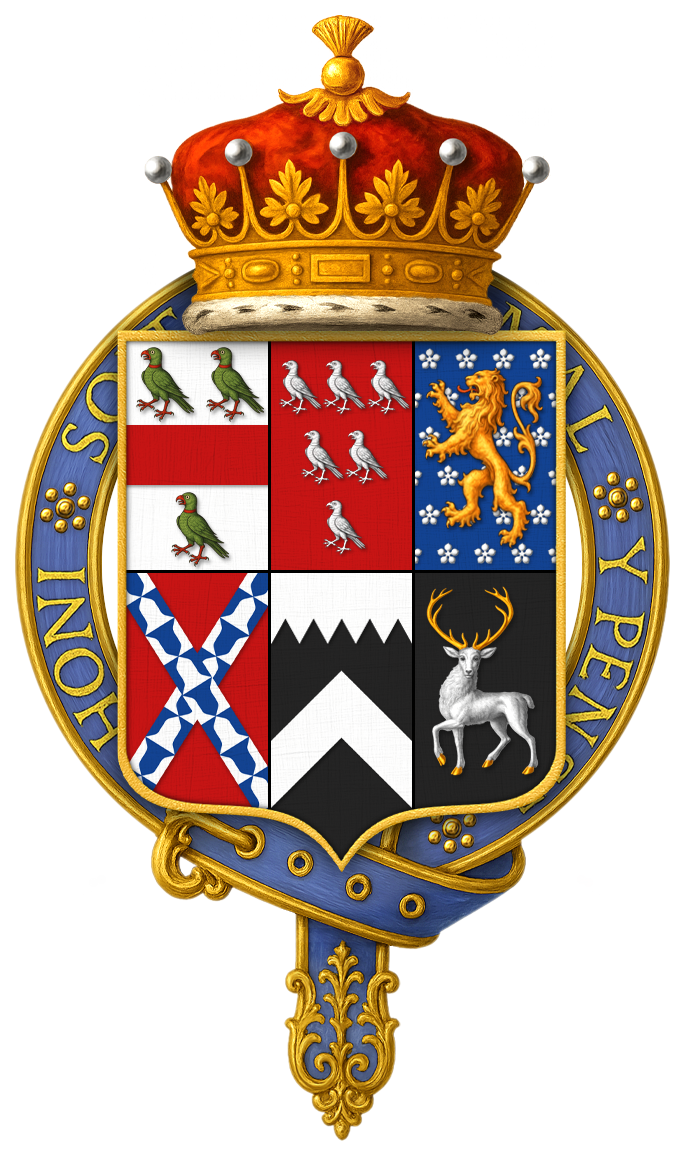
Герб Ричарда Ламли, 2-го графа Скарборо

Родился 30 ноября 1686 года. Второй сын Ричарда Ламли, 1-го графа Скарбро (ок. 1650—1721) и Фрэнсис Джонс (1665—1722), дочери сэра Генри Джонса. Он получил образование в Итонском колледже и в Королевском колледже в Кембридже.

## Карьера
Нв парламентских выборах в Великобритании 1708 года Ричард Ламли был избран депутатом Палаты общин от партии вигов от Ист-Гринстеда. Он хотел служить в армии, и хотя ему не дали офицерского звания, он присоединился к герцогу Мальборо для участия в кампании весной-летом 1709 года. Он стал преемником своего недавно умершего старшего брата в качестве депутата от Арундела на парламентских выборах в Великобритании 1710 года . Он также стал вице-адмиралом графства Дарем в 1710 году. К январю 1712 года он имел чин подполковника кавалерии и стал подполковником 1-го драгунского гвардейского полка в 1713 году. На британских парламентских выборах 1713 года он снова был избран в Палату общин от Арундела. В сентябре 1714 года он был назначен лордом опочивальни принца Уэльского, а в ноябре 1714 года стал шталмейстером принца Уэльского.
4 марта 1715 года Ричард Ламли был призван в Палату лордов в баронстве своего отца как барон Ламли. Он стал полковником и капитаном 1-го пехотного гвардейского полка в 1715 году и сражался против якобитов в битве при Престоне в том же году. Он оставался сторонником вигов в Палате лордов, но в 1717 году был вынужден продать свой полк из-за своей приверженности принцу Уэльскому. 2 мая 1721 года он был доверенным лицом Эрнеста, герцога Йоркского, на крещении Уильяма Августа. Унаследовав титулы своего отца в декабре 1721 года как лорд Скарборо, он стал лордом-лейтенантом Нортумберленда и полковником Колдстримского гвардейского полка в 1722 году, а в июле 1724 года был произведен в рыцари ордена Подвязки.
После восшествия на престол короля Георга II в 1727 году Ричард Ламли стал шталмейстером над конницей короля и был принят в Тайный совет Великобритании в июне 1727 года. Он оставил свой придворный пост в 1734 году и был повышен до генерал-майора в 1735 году и генерал-лейтенанта в 1739 году. В 1739 году он был одним из основателей-губернаторов Госпиталя для подкидышей в Лондоне.

## Смерть и наследие
Лорд Скарборо покончил с собой, выстрелив себе в нёбо 29 января 1740 года в возрасте 53 лет. На момент его смерти ходили слухи, что причиной ее стало психическое расстройство, развившееся у него из-за удара по голове, когда он попал в аварию в своей карете за несколько дней до этого. Также ходили слухи, что он покончил с собой из-за предательства доверия. Ходили слухи, что он доверил государственную тайну вдовствующей герцогине Манчестерской, на которой собирался жениться, и что она затем рассказала эту тайну другим. Когда до короля дошли слухи об источнике утечки секрета, Скарборо покончил с собой.
Лорд Скарборо был похоронен 4 февраля 1740 года в часовне Гровенор, Мейфэр. Титулы графа Скарборо перешли к его младшему брату Томасу Ламли.